# Joan Martí i Torres
Joan Martí i Torres (Martorell, 1834 - 18 de gener del 1909) fou un líder republicà revolucionari, més conegut com el Xic de les Barraquetes.

## Trajectòria
El Xic va participar activament en els preparatius de la Revolució de Setembre de 1868 i en la Revolta de les Quintes (1870), a la vila de Gràcia. Durant la Tercera Guerra Carlina combaté les partides legitimistes.
El gener del 1874, el general Manuel Pavía y Rodríguez de Alburquerque dissolgué les Corts espanyoles per la força, i el Xic va organitzar una forta resistència a Sabadell, Rubí i, en especial, a la vila de Sarrià, on va encapçalar la defensa de la legalitat republicana. Fou vençut, però, per les tropes del general Arsenio Martínez Campos, que restaurà la monarquia borbònica a Espanya amb el nou rei Alfons XII, fill de l'exiliada Isabel II després de la derrota de la Primera República Espanyola.
Joan Martí va ser diputat a les Corts Espanyoles per a les eleccions generals espanyoles d'abril de 1872 i 1893, formant part de la minoria republicana; abandonà el Congrés el 1896.
Va morir víctima d'una llarga malaltia el 18 de gener del 1909.